# 阿爾貝托·布埃諾
阿爾貝托·布埃諾·卡爾沃（西班牙語：Alberto Bueno Calvo，1988年3月20日—）是一位西班牙足球運動員，在場上多司職影子前鋒，不過有時也能擔當左邊鋒，目前被Porto B外借至葡超球隊博維斯塔。

## 生平
布埃諾出身自皇家馬德里的青訓系統，2009年7月，他轉會至華拉度列。2010年8月31日被外借到英冠球會打比郡一個球季。貝爾奴在打比郡的4-2-3-1陣式中擔任三名後上輔助前鋒之一，於9月25日主場5-0大勝水晶宮個人梅開二度；10月16日主場3-0擊敗普雷斯頓再入一球，協助球隊取得連續五場不敗戰績，獲球隊教練加利·哥士比（Gary Crosby）點名稱讚。

## 榮譽

### 國家隊
西班牙U19
- 歐洲U-19足球錦標賽冠軍：2006年；

## 外部連結
- BDFutbol profile （页面存档备份，存于）
- 阿爾貝托·布埃諾 – FIFA國際賽競賽紀錄 (存檔)
- Official website （西班牙文）
- 足球数据库：阿爾貝托·布埃諾的球员统计数据